# White Sulphur Springs (Montana)
White Sulphur Springs er en amerikansk by og administrativt centrum for det amerikanske county Meagher County, i staten Montana. I 2000 havde byen et indbyggertal på 984.
46°32′47″N 110°54′9″V / 46.54639°N 110.90250°V